# واشاروش‌فالو
واشاروش‌فالو (به مجاری:  Vásárosfalu) یک منطقهٔ مسکونی در مجارستان است که در ناحیه کاپووار واقع شده‌است. واشاروش‌فالو ۴٫۲۰ کیلومتر مربع مساحت و ۱۵۳ نفر جمعیت دارد.